# مارشال نیروی هوایی
مارشال نیروی هوایی (انگلیسی: Marshal of the air force) یا مارشال هوایی، بالاترین درجه نظامی در سلسه مراتب نیروی هوایی است، که به آن ژنرال پنج ستاره نیز گفته می‌شود.
مارشال نیروی هوایی اصطلاحی انگلیسی برای ارشدترین درجه در برخی از نیروهای هوایی است. این درجه معمولاً معادل مستقیم ژنرال نیروی هوایی در سایر نیروهای هوایی، فیلد مارشال یا ژنرال ارتش در بسیاری از ارتش‌ها، یا ادمیرال ناوگان در نیروهای دریایی است.
این درجه از نیروی هوایی سلطنتی بریتانیا سرچشمه گرفته است، که در آن ارشدترین درجه همچنان مارشال هوایی است. چندین نیروی هوایی مشترک‌المنافع دیگر و سایر نیروهایی که تحت تأثیر رویه‌های نیروی هوایی سلطنتی قرار گرفته‌اند (به‌ویژه در خاورمیانه) نام‌های مشابهی برای ارشدترین درجه دارند، مانند مارشال نیروی هوایی سلطنتی استرالیا. درجه مارشال نیروی هوایی سلطنتی از سال ۱۹۱۹ روی کاغذ وجود داشته است و اولین کسی که این رتبه را کسب کرد، لرد هیو ترنچارد، از سال ۱۹۲۷ بود. در بریتانیا، این رتبه اغلب توسط ارشدترین افسر فعال و در حال خدمت نیروی هوایی سلطنتی بریتانیا به دست می‌آمده است، در حالی که در سایر کشورهای مشترک‌المنافع، این رتبه صرفاً تشریفاتی یا افتخاری بوده است. (به عنوان مثال، رتبه مارشال نیروی هوایی سلطنتی بریتانیا فقط توسط یک پادشاه یا همسر او به دست می‌آمده است.)
در آلمان نازی، ارشدترین درجه لوفت‌وافه، ژنرال فلدمارشال (رتبه‌ای که توسط ارتش آلمان نیز استفاده می‌شد) بود. در حالی که فرمانده لوفت‌وافه، هرمان گورینگ، تنها کسی بود که درجه ارشدتر رایش‌مارشال را داشت، این درجه از نظر فنی می‌توانست به هر افسر ارشد نیروی زمینی، نیروی دریایی و لوفت‌وافه، که با هم ورماخت را تشکیل می‌دادند، اعطا شود.
در حالی که نیروهای هوایی اتحاد جماهیر شوروی سابق دارای درجه‌هایی به نام مارشال ارشد شاخه هوانوردی (یا "مارشال ارشد نیروی هوایی") و مارشال شاخه هوانوردی (یا "مارشال نیروی هوایی") بودند، این درجه‌ها به ترتیب چهار ستاره و سه ستاره بودند.